# Tetraidomercurat (II) de potassi
El tetraidomercurat (II) de potassi és un compost inorgànic que conté cations de potassi i l'anió complex tetraidomercurat (II). Es fa servir principalment com reactiu de Neßler, en una solució 0,09 mol/L de tetraidomercurat(II) de potassi (K₂[HgI₄]) en hidròxid de potassi 2,5 mol/L usada per detectar amoníac. L'anió tetraiodomercurat (II) és isoelectrònic amb el Iodur de plom (IV).

## Reactiu de Nessler
Rep el nom de Julius Neßler, es fa servir en l'anàlisi inorgànica quantitativa quan aquesta solució dona una coloració groga, indica la presència d'amoníac: a altes concentracions es pot formar un precipitat marró La sensiblitat com a prova en el lloc és de 0,3 μg NH₃ en 2 μL.
NH₄+ + 2[HgI₄]²− + 4OH− → HgO•Hg(NH₂)I + 7I− + 3H₂O
El reactiu de Nessler generalment es prepara a partir del iodur de potassi i clorur de mercuri (II). S'afegeix una solució concentrada calenta de clorur de mercuri(II) a la solució de iodur de potassi, fins que deixa de dissoldre's el precipitat de iodur de mercuri (II). El líquid es filtra i s'afegeix hidròxid de potassi i una mica més una solució de clorur de mercuri(II). La solució resultant després es refreda i dilueix a la concentració requerida. El reactiu de Nessler es pot usar amb el tub de Nessler.